# الورم البطاني الوعائي الظهاراني
الورم البطاني الوعائي الظهاراني، هو ورم نادر اكتشفه لأول مرة شارون وايس وفرانز إنزينغر في عام 1982. يقع توصيف الورم من الناحية السريرية والنسيجية بين الساركوما الوعائية والأورام الوعائية. ومع ذلك، اكتشف مؤخرًا ارتباط الورم بتغير جيني مميز ما يشير إلى أنه كيان منفصل تمامًا عن الساركوما الوعائية والأورام الوعائية.
يصنف الورم البطاني الوعائي الظهاراني باعتباره ساركوما أنسجة رخوة، ويعتبر بشكل عام سرطان وعائي بقدر ما تحمل خلايا الآفة واسمات سطحية نموذجية للخلايا البطانية (الخلايا التي تبطن السطح داخل الوعائي). اعتقد في السابق أن أوردة الأطراف الأربعة والكبد والرئتين هم أشيع مناطق الإصابة، ولكن سجلت حالات أخرى أصيبت بها أعضاء مختلفة من كافة أنحاء الجسم.  كانت العظام والجلد من أشيع الأعضاء المصابة إضافةً إلى الكبد والرئتين.
سجل الورم -قبل الوصف الأولي لوايس- تحت مجموعة متنوعة من الأسماء الأخرى كالورم البطاني الوعائي المنسجي وورم القصبات الهوائية داخل الوعائي (في الرئة) وسرطان الأقنية الصفراوية المصلب. تعتبر الرئة والكبد من المواقع الشائعة للورم النقيلي، وقد يخلط البعض بينه وبين الكارسينوما لأنها أشيع.
يصيب الورم البطاني الوعائي الظهاراني عادةً الفئات العمرية 20- 40 سنة. ومع ذلك، يعتبر النطاق العمري الإجمالي أوسع بكثير من ذلك مع ميل متواضع لإصابة الإناث أكثر من الذكور. يكون الورم في معظم الحالات بطيء التطور، وهذا سمح باستمرار حياة العديد من الأشخاص المصابين به لعقود على الرغم من وجود إصابة متعددة الأعضاء. يبدو أن مدى وعدد الأعضاء المصابة يملك تأثير ضئيل على طول العمر.

## العلاج
- السيروليموس: يعرف أيضًا بالراباميسين، وهو دواء يؤخذ عن طريق الفم يثبط جهاز المناعة ويبطئ نمو الأوعية اللمفاوية الشاذة التي تشكل الورم. قد يساعد ذلك في تقليص حجم الورم البطاني الوعائي الظهاراني وبالتالي تحسين الأعراض التي يسببها كالألم مثلًا.
- مثبطات التيروزين كيناز: صممت هذه الأدوية لتكون علاجات مستهدفة للسرطان. أظهرت مثبطات التيروزين كيناز نجاح قصير المدى عند استخدامها لعلاج الورم البطاني الوعائي الظهاراني. يعتبر كل من السورافينيب والسونيتينيب والبازوبانيب من مثبطات التيروزين كيناز.
- الفينكريستين: يستهدف العلاج الكيميائي هذا جميع الخلايا المنقسمة داخل الجسم، ولهذا يستخدم لعلاج العديد من أنواع السرطان. يستخدم الفينكريستين أيضًا في علاج أورام الأوعية الدموية الحميدة الغازية.
- الإنترفيرون: ينتج الجسم الإنترفيرون لمواجهة الإنتانات أو السيطرة على الالتهاب. أعيد تصنيع الإنترفيرون ليستخدم كدواء يستهدف نمو الخلايا الوعائية.
- العلاج الكيميائي متعدد العوامل: قد ينمو الورم البطاني الوعائي الظهاراني بسرعة أو ينتشر إلى الأنسجة المجاورة أو لا يستجيب للأدوية الأخرى، وهذا قد يتطلب علاج دوائي أكثر قوة. ومع ذلك، لا يحتاج الأطفال والشباب المصابون بالورم البطاني الوعائي الظهاراني إلى أي أدوية أخرى إلا في حالات نادرة.
- قد يلجأ الأطباء للجراحة في بعض الحالات بحسب موقع الورم وحجمه.[2]

## علم الأوبئة
يعتبر الورم البطاني الوعائي الظهاراني نادر جدًا؛ فهو المسؤول عن 0.01 % فقط من الحالات المصابة بالسرطان. يصيب الورم شخص واحد تقريبًا من كل 1000000 شخص في جميع أنحاء العالم. يشخص الأطباء في أمريكا 20 حالة سنويًا، ويكون السبب إجمالًا غير معروف. لا تستجيب بعض الحالات لأي سلالة معروفة من العلاج الكيميائي ما يجعل العلاج صعبًا للغاية.